# جلال‌آباد (سرباز، جنوب)
جلال‌آباد روستایی در دهستان سرباز بخش مرکزی شهرستان سرباز استان سیستان و بلوچستان ایران است.

## جمعیت
بر پایه سرشماری عمومی نفوس و مسکن در سال ۱۳۹۵ جمعیت این روستا ۴۷۶ نفر (۱۱۵خانوار) بوده‌است.